# اچ‌دی ۱۷۳۴۱۷
اچ‌دی ۱۷۳۴۱۷ یک ستاره است که در صورت فلکی شلیاق قرار دارد.